# Ballana transea
Ballana transea är en insektsart som beskrevs av Delong 1937. Ballana transea ingår i släktet Ballana och familjen dvärgstritar. Inga underarter finns listade i Catalogue of Life.